# Alan Jubétsov
Alan Dzhemálovich Jubétsov –en ruso, Алан Джемалович Хубецов– (Vladikavkaz, 26 de junio de 1993) es un deportista ruso que compite en judo.
En los Juegos Europeos consiguió dos medallas, bronce en Bakú 2015 (equipo) y oro en Minsk 2019 (equipo mixto). Ganó una medalla de oro en el Campeonato Europeo de Judo de 2017, en la categoría de –81 kg.
Participó en los Juegos Olímpicos de Tokio 2020, ocupando el séptimo lugar en la categoría de –81 kg.

## Palmarés internacional
| Juegos Europeos    | Juegos Europeos     | Juegos Europeos   | Juegos Europeos |
| Año                | Lugar               | Medalla           | Categoría       |
| ------------------ | ------------------- | ----------------- | --------------- |
| 2015               | Bakú (Azerbaiyán)   | Medalla de bronce | Equipo          |
| 2019               | Minsk (Bielorrusia) | Medalla de oro    | Equipo mixto    |
| Campeonato Europeo |                     |                   |                 |
| Año                | Lugar               | Medalla           | Categoría       |
| 2017               | Varsovia (Polonia)  | Medalla de oro    | –81 kg          |